# Postenje
Postenje (szerbül: Постење), település Szerbiában, a Raškai körzet Novi Pazar községében.

## Népesség
Lakosságának száma rohamosan gyarapszik.
- 1948-ban 834 lakosa volt.
- 1953-ban 907 lakosa volt.
- 1961-ben 1 046 lakosa volt.
- 1971-ben 1 167 lakosa volt.
- 1981-ben 1 659 lakosa volt.
- 1991-ben 2 868 lakosa volt.
- 2002-ben 3 471 lakosa volt, akik közül 2 689 szerb (77,47%), 225 bosnyák (6,48%), 165 muzulmán (4,75%), 22 cigány, 8 montenegrói, 2 albán, 1 macedón, 359 ismeretlen (10,34%).